# Константин Сенетеску
Константин Сенетеску (рум. Constantin Sănătescu, *14 січня 1885, Крайова — †8 листопада 1947, Бухарест) — румунський державний і військовий діяч, учасник повалення диктатора Йона Антонеску 23 серпня 1944, в результаті якого Румунія перейшла на сторону антигітлерівської коаліції, і перший прем'єр-міністр Румунії після цього перевороту.

## Біографія
Син генерала Ґеорґе Сенетеску. Закінчив Військове училище в Бухаресті (1907). Брав участь у війні в Болгарії в 1913 і в Першій світовій війні. Пізніше був військовим аташе в Парижі і Лондоні. Генерал з 1935, заступник начальника генштабу з 1937. Очолював румунську військову делегацію на переговорах в Москві в 1940, пов'язаних з переходом частини румунської території під контроль СРСР.
Під час відступу румунських військ з Бессарабії підлеглі Сенетеску частини брали участь в Дорохойскому погромі.
З 1941 по 1943 командував 4-м корпусом, з 1943 по 1944 — командувач 4-ї армії.
Після відсторонення від влади Антонеску король Міхай I призначив Сенетеску на посаду прем'єр-міністра, однак під тиском Сталіна той вже 2 грудня 1944 змушений був піти у відставку і поступитися прем'єрським постом Ніколае Редеску. Змінив Редеску на посаді начальника румунського Генштабу.
Помер від раку в 1947, похований з військовими почестями.